# Église Saint-Grégoire de Lanrivain
L'église Saint-Grégoire est une église catholique située à Lanrivain, en France.

## Localisation
L'église est située dans le département français des Côtes-d'Armor, sur la commune de Lanrivain.

## Historique
L'édifice est classé au titre des monuments historiques en 1931.
L'ossuaire de Lanrivain, qui date du XVe siècle, est, avec celui de Trégornan, l'un des derniers ossuaires bretons à conserver encore les ossements des morts. La quasi-totalité des ossuaires ont été vidés de leurs reliques dans le courant du XIXe siècle ou du XXe siècle.

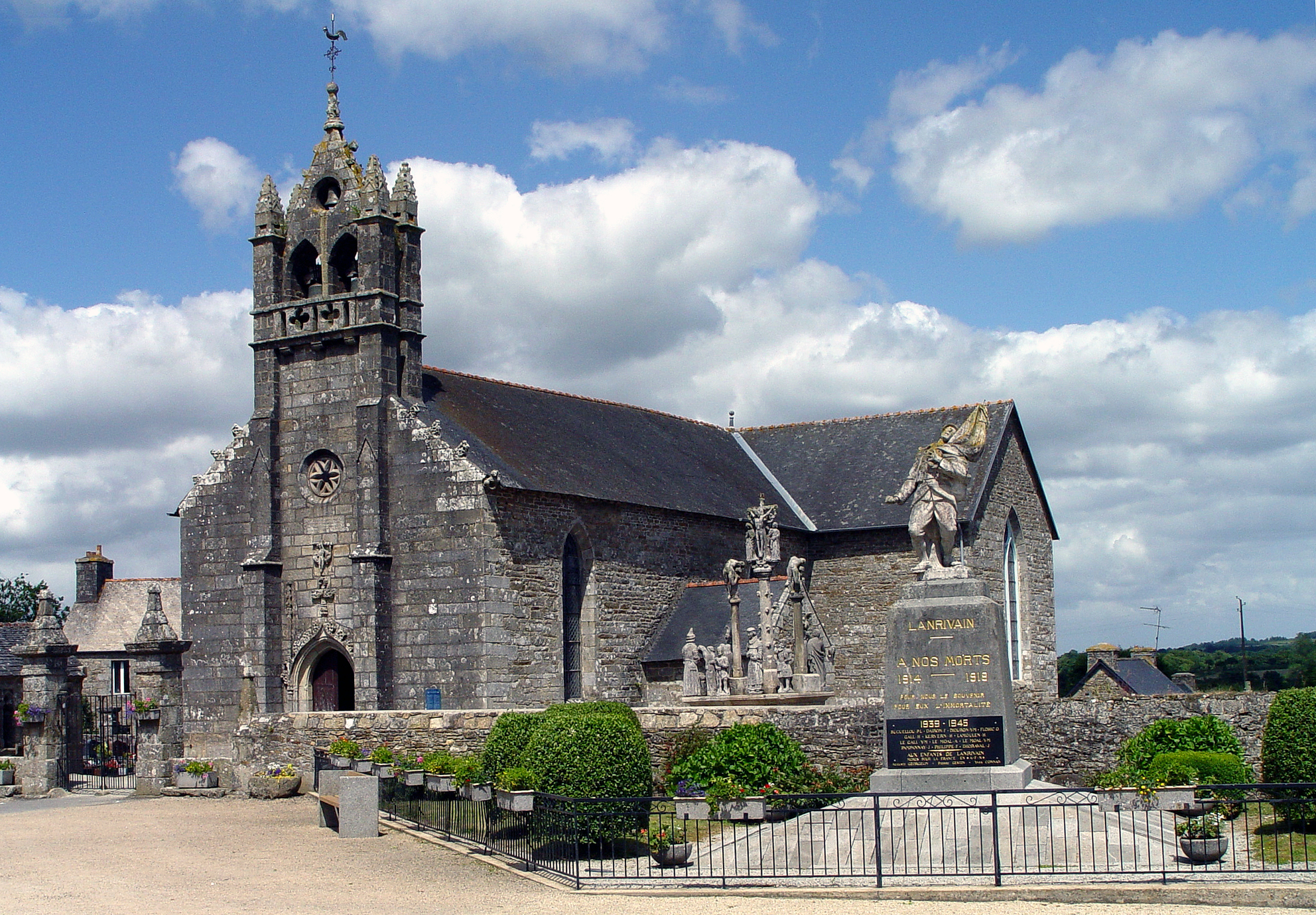
L'église paroissiale Saint-Grégoire, vue extérieure d'ensemble.
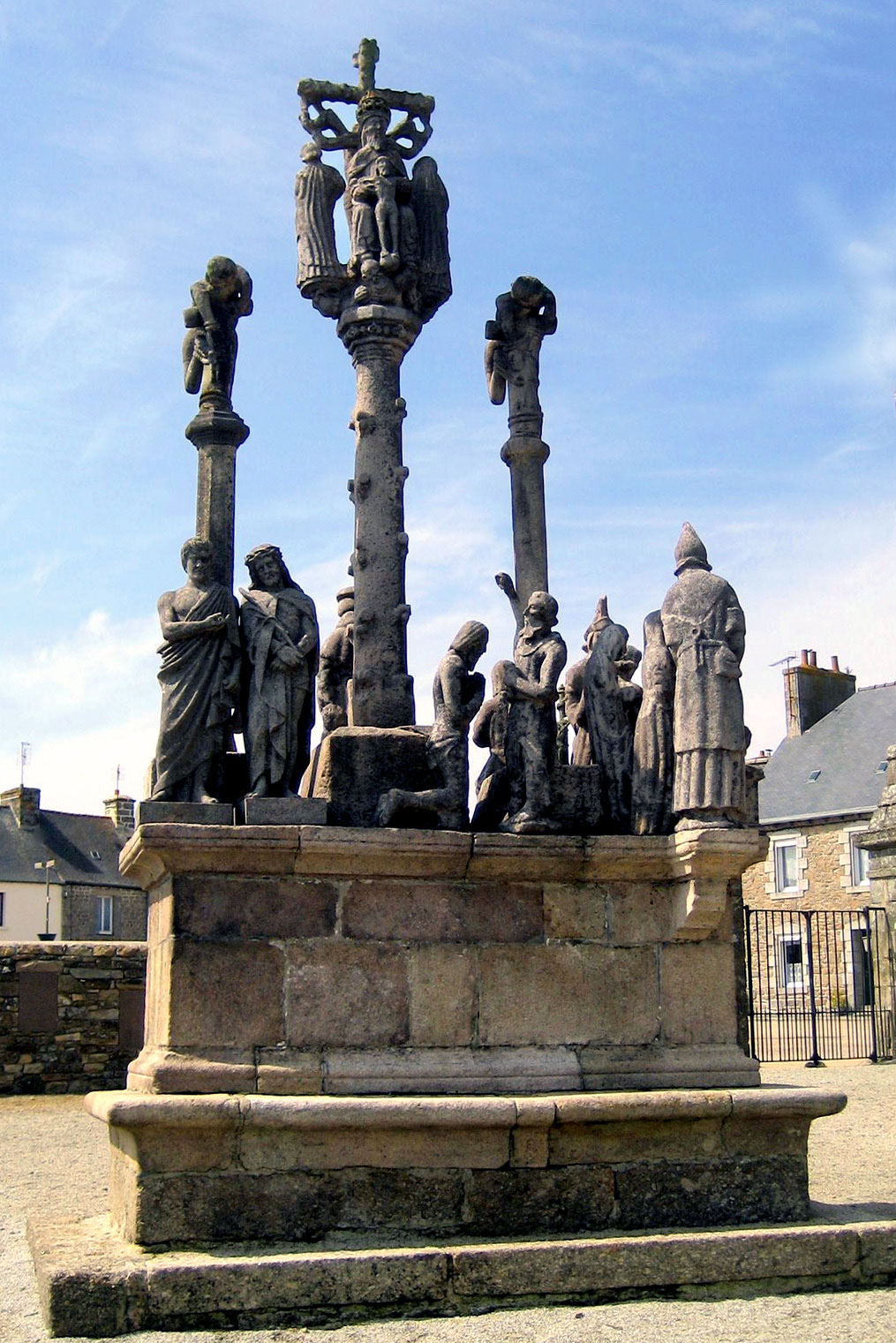
Le calvaire de Lanrivain, daté de 1548.
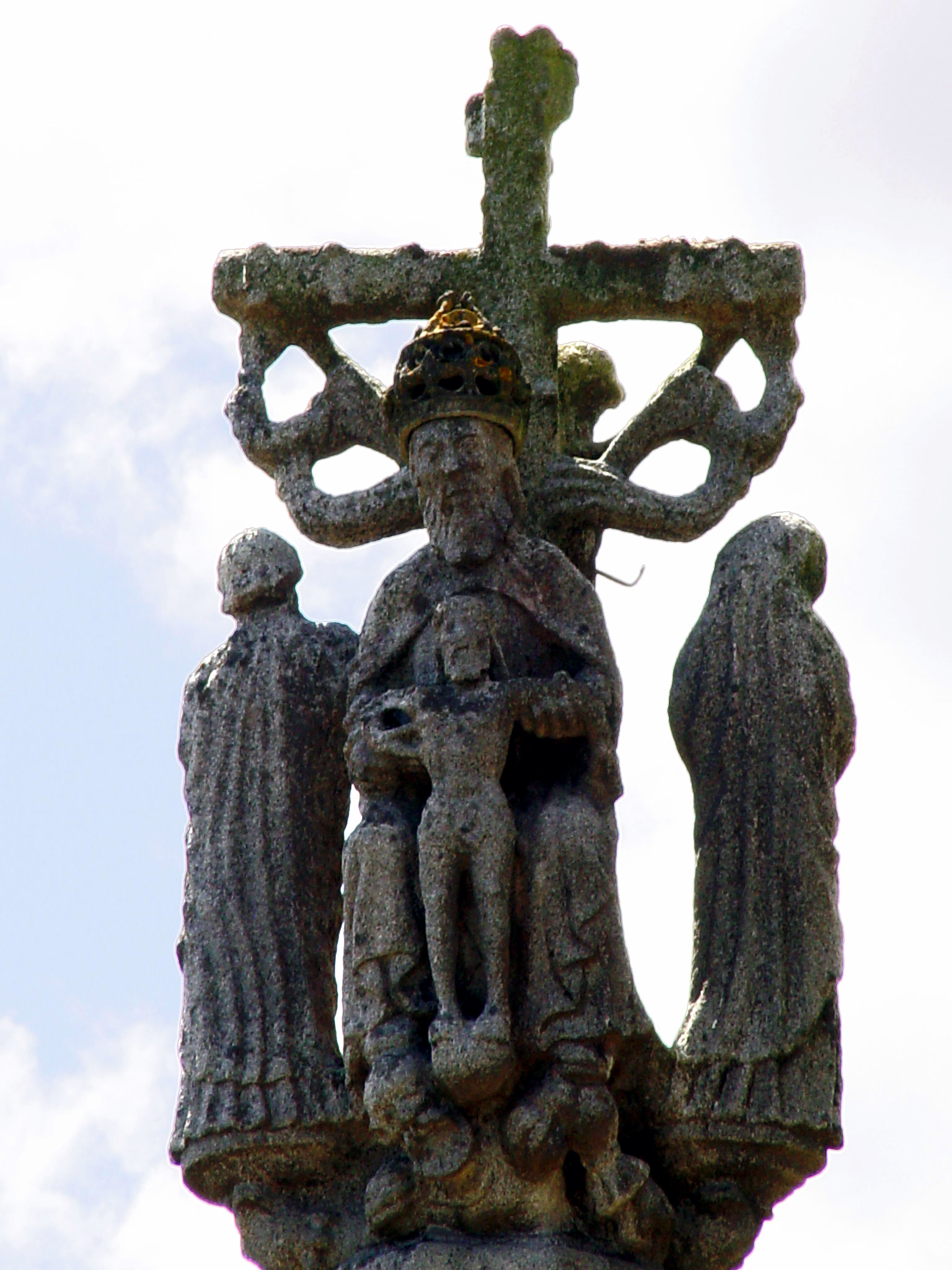
Partie sommitale du calvaire, daté de 1548, de l'église paroissiale de Lanrivain.
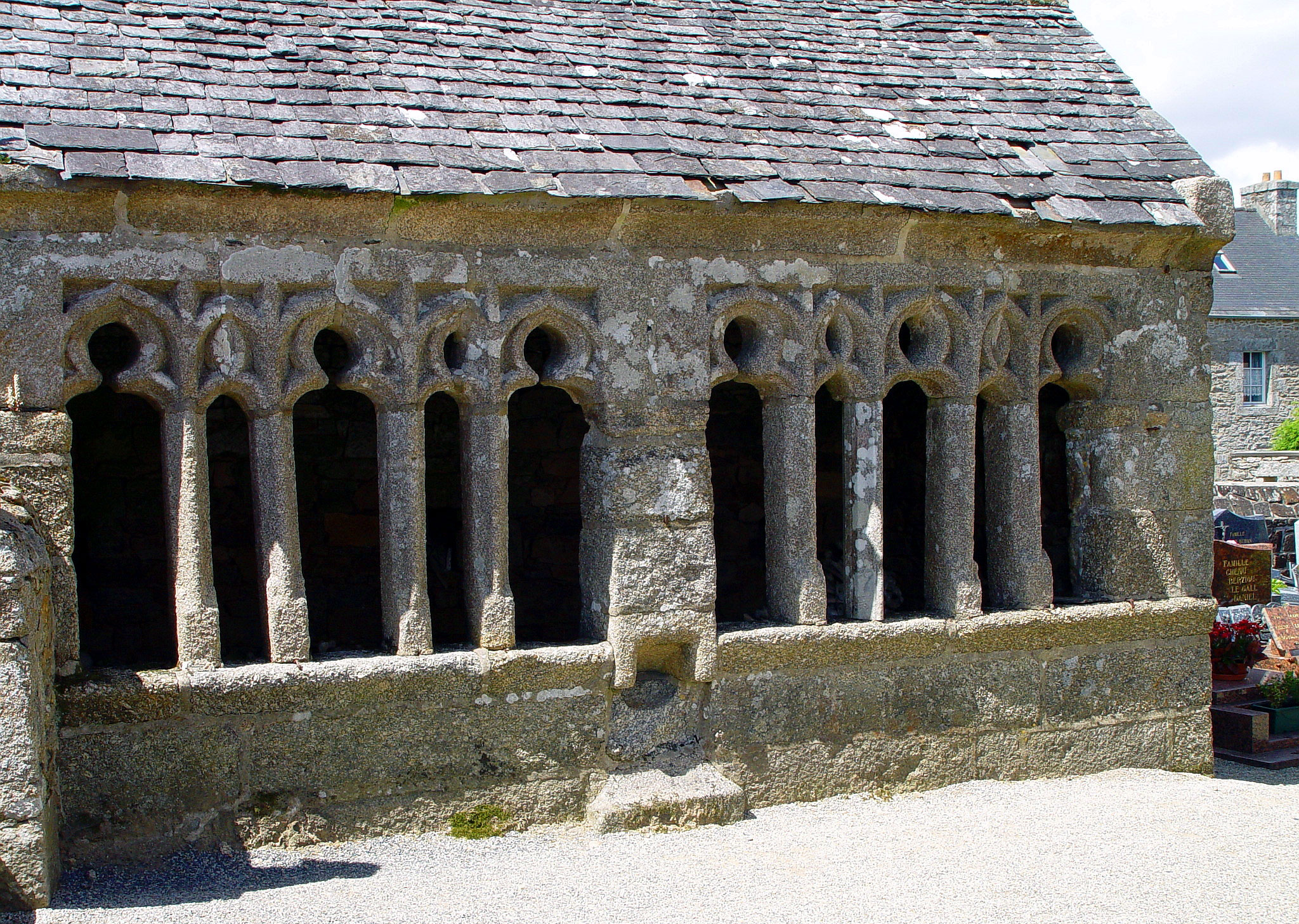
L'ossuaire de Lanrivain.
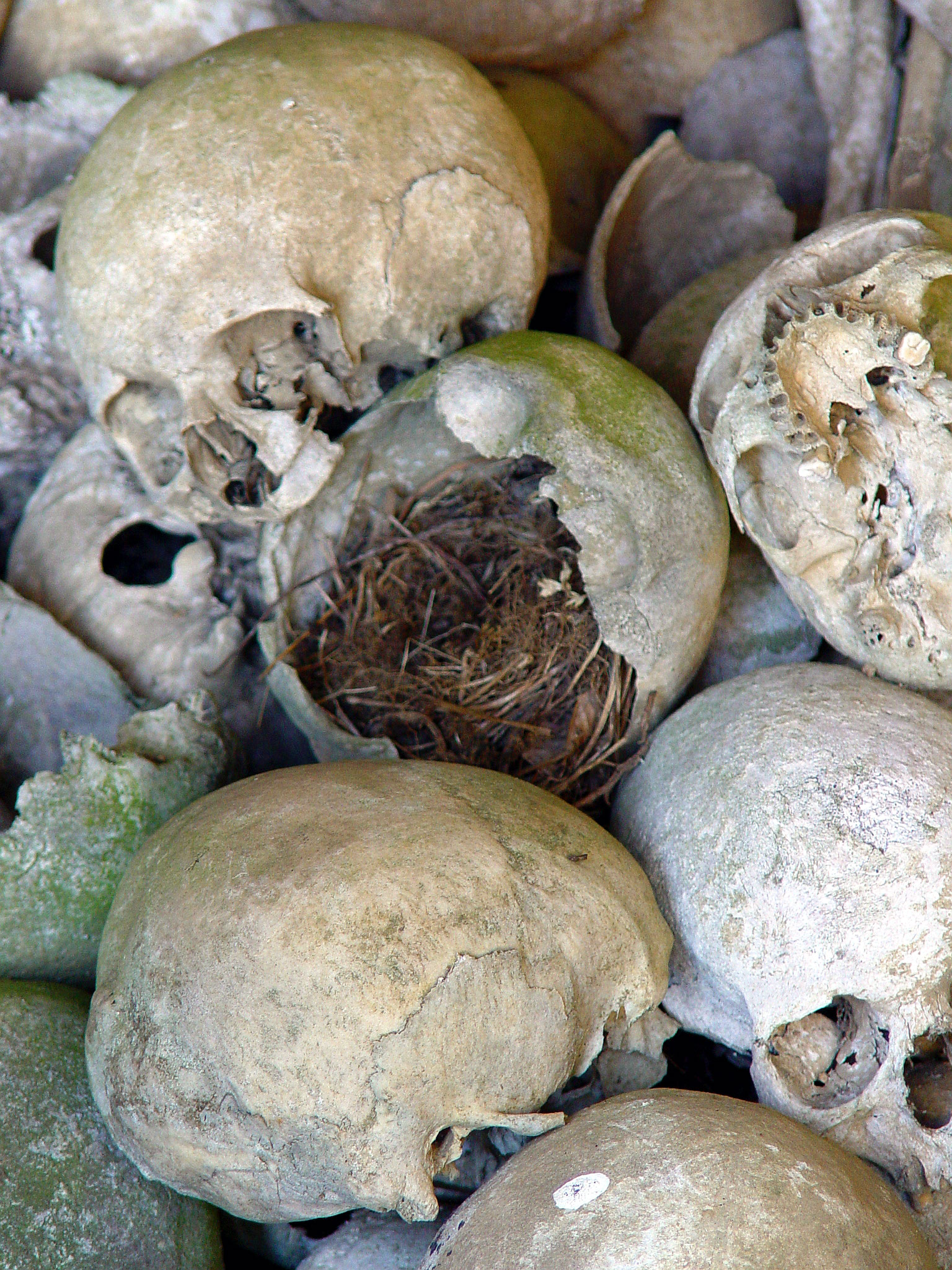
Chefs conservés dans l'ossuaire, daté de 1548, situé dans le cimetière de l'église Saint-Grégoire.
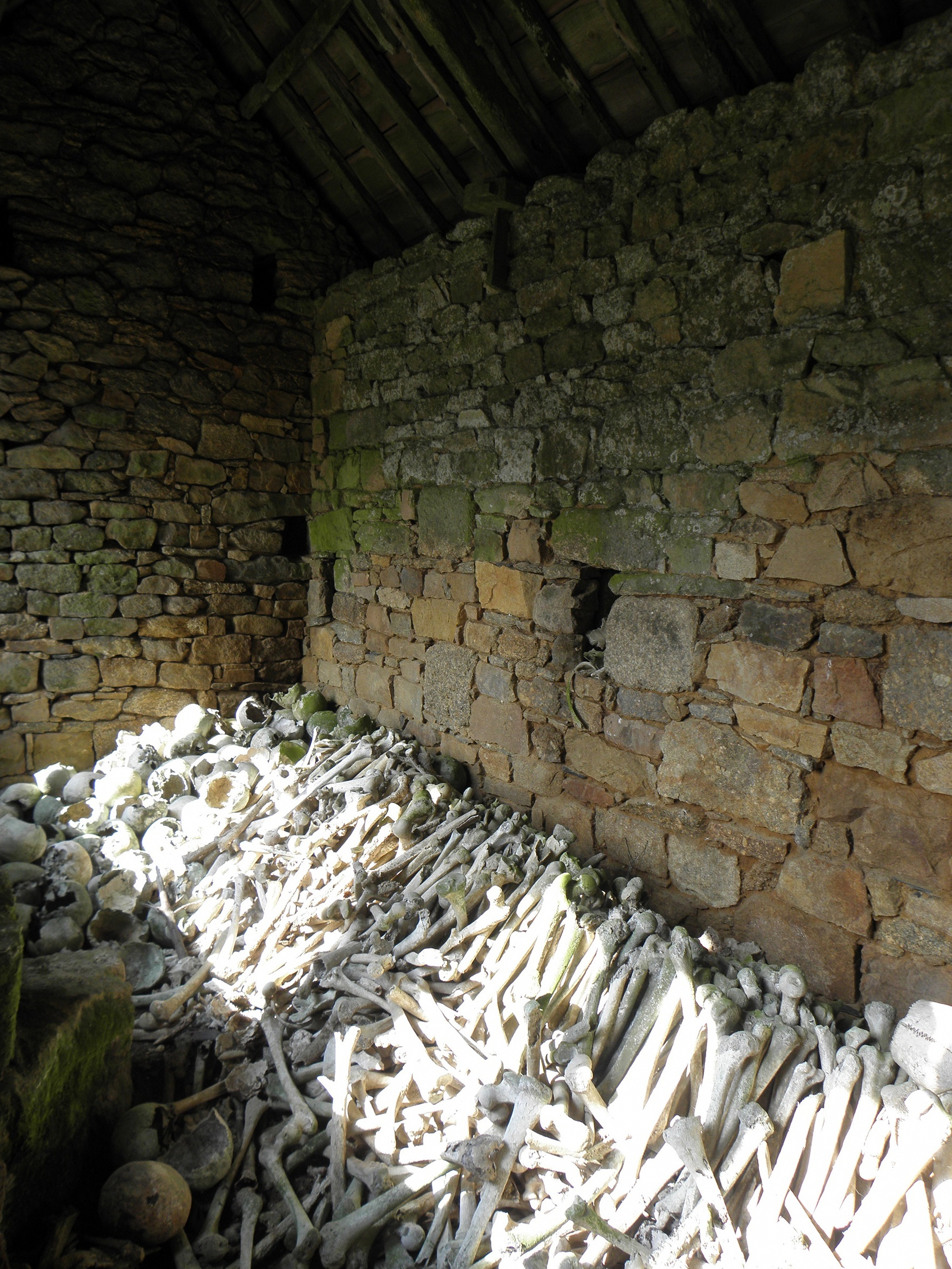
Ossements dans l'ossuaire de Lanrivain.